# Rhynchochalcis senegalensis
Rhynchochalcis senegalensis är en stekelart som beskrevs av Wallace A. Steffan 1951. Rhynchochalcis senegalensis ingår i släktet Rhynchochalcis och familjen bredlårsteklar.
Artens utbredningsområde är Senegal. Inga underarter finns listade i Catalogue of Life.